# Павел Адамович
Павел Богдан Адамович (пол. Paweł Bogdan Adamowicz; 2 листопада 1965, Гданськ — 14 січня, 2019, Гданськ, Польща) — президент міста Гданська (1998—2019), партійний діяч «Громадянської платформи».

## Життєпис
Народився 2 листопада 1965 року в місті Гданську.
Вивчав право у Гданському університеті, де також став відомим членом студентського руху. Був одним із організаторів страйку 1988 року і став головою страйкового комітету. У період з 1990 р. по 1993 р. працював проректором Гданського університету.
1990 року обраний членом міської ради в Гданську і займав цю посаду до 1998 року, коли був обраний президентом Гданська. 10 листопада 2002 року переобраний на посаду, отримавши 72 % голосів.
13 січня 2019 року раніше судимий грабіжник банків Стефан Вілмонт під час благодійного концерту напав на Адамовича з ножем та важко поранив його. 14 січня Павел Адамович помер у лікарні Гданська.
19 січня 2019 року пройшла церемонія прощання у базиліці Святої Марії в Гданську. У заходах взяло участь близько 45 тис осіб.

## Нагороди
Нагороджений Папою Іваном Павлом II медаллю Хрест «За заслуги перед Церквою і Папою» та президентом Александром Квасневським Хрестом Заслуги.

## Вшанування пам'яті
В Європарламенті засновано престижну премію імені Павла Адамовича.
21 лютого 2025 року в будівлі Європарламенту відбулося вручення премії імені Павла Адамовича Голові КМДА Віталію Кличку.